# Henri Konan Bédié
Pour les articles homonymes, voir HKB.
Henri Konan Bédié, surnommé « HKB », né le 5 mai 1934 à Daoukro et mort le 1er août 2023 à Abidjan, est un homme d'État ivoirien. Il est président de la république de Côte d'Ivoire du 7 décembre 1993 au 24 décembre 1999.
Ministre de l'Économie et des Finances de 1966 à 1977 et président de l'Assemblée nationale à partir de 1980, il devient chef de l’État à la mort de Félix Houphouët-Boigny, « père » de l’indépendance du pays.
Victorieux de l'élection présidentielle de 1995, boycottée par l'opposition en raison notamment du concept d'« ivoirité » , il est renversé en 1999 par un coup d'État mené par le général Robert Guéï. Il s'exile en France jusqu'en 2001.
Président du Parti démocratique de Côte d'Ivoire, il arrive troisième au premier tour de l’élection présidentielle de 2010. Il se rallie alors à Alassane Ouattara, qui l'emporte et qu'il soutient à nouveau en 2015.
Il rompt son alliance avec Ouattara en 2018, entendant se présenter à l'élection présidentielle de 2020. Il décide finalement de boycotter le scrutin après la décision du président sortant de briguer un troisième mandat, ce qu’il considère comme illégal.

## Biographie

### Enfance et scolarité
Né en pays Baoulé alors dans la colonie de la Côte d'Ivoire et issu de cette ethnie, Henri Konan Bédié fait des études à l'École normale de Dabou, puis à l'université de Poitiers. Il est issu d'une famille de cultivateurs de cacao.

### Parcours politique

#### Débuts
Après avoir été ambassadeur de la Côte d'Ivoire aux États-Unis (1961-1966), Henri Konan Bédié revient au pays où il devient délégué aux Affaires économiques et financières (1966-1968), puis ministre de l’Économie et des Finances (1968-1977) et enfin président de l'Assemblée nationale (1980-1993) sous la présidence de Félix Houphouët-Boigny.

#### Président de la République
Adoubé par le « Vieux » (le président Félix Houphouët-Boigny), Henri Konan Bédié assure l’intérim de la présidence de la République, en tant que président de l’Assemblée nationale lorsque celui-ci meurt.
Décrit par Le Monde comme un « petit homme rond, aux yeux perçants, affichant en permanence un demi-sourire teinté d’ironie », il est souvent considéré comme « impénétrable », ce qui lui a sans doute valu son surnom, le « sphinx de Daoukro » (du nom de la ville du centre du pays, Daoukro, dont il est originaire).
Le 30 avril 1994, il devient président du PDCI-RDA.
Henri Konan Bédié ne jouit surtout pas du charisme et de l'aura de son prédécesseur et se retrouve rapidement accusé de répression politique et de corruption. Il utilise aussi l'idée de l'ivoirité, notion selon laquelle une personne ne serait vraiment ivoirienne, et donc pourrait se présenter à l'élection présidentielle, que si son père et sa mère sont d'origine ivoirienne. Ceci permet notamment d’écarter son principal rival, Alassane Ouattara, à l'élection présidentielle ivoirienne de 1995.
En 1995, il est élu avec 96,44 % des suffrages, tous les autres candidats, à l'exception de Francis Wodié (Parti ivoirien des travailleurs), ayant boycotté l'élection à cause de la réforme controversée du code électoral autour de la notion d'ivoirité.
Son mandat est marqué par une crise sociale majeure consécutive aux problèmes économiques que connait le pays depuis le début des années 1980 malgré des plans d'ajustement structurel et des réformes libérales effectuées de 1990 à 1993. Cette crise est amplifiée par les problèmes croissants de mauvaise gestion et de corruption. Si, économiquement, la Côte d'Ivoire montre des signes timides de reprise, les indicateurs de développement restent en berne tandis que la pauvreté, jadis limitée, augmente progressivement. Afin de relancer la croissance économique du pays, Henri Konan Bédié souhaite mettre en œuvre de vastes chantiers d'infrastructures, dont le projet de pont Riviera-Marcory.
En 1998, sur recommandation de la Banque mondiale, le gouvernement liquide l'entreprise nationale Énergie électrique de Côte d'Ivoire et transfert ses actifs à la Compagnie ivoirienne d'électricité (CIE), une entreprise privée.
Le pays s'enfonce progressivement dans une crise politique à dimension ethnique, liée à l'application de l'ivoirité. La crédibilité du président et de l'ensemble de son administration, déjà perçue comme corrompue, est mise à mal lorsque éclate en 1999 l'affaire des 18 milliards de l'Union européenne. Cette aide destinée à être investie dans du matériel médical au profit des hôpitaux ivoiriens a été détournée par différentes personnalités de l’État, dont le ministre de la Santé Maurice Kakou Guikahué. Le Président et sa femme ont longtemps été suspectés d'avoir également participé ou joué un rôle dans ce détournement massif[réf. nécessaire], tandis que le gouvernement a promis de rembourser la somme détournée, correspondant à 38 % du total des fonds offerts,. Cette affaire entraîne un remaniement ministériel avec le limogeage des personnes incriminées, mais aussi le désengagement de nombreux investisseurs et partenaires financiers dont la Banque mondiale et le Fonds monétaire international.
Une mutinerie dégénère en un coup d'État militaire le 24 décembre 1999 et le président Bédié doit quitter son palais en catastrophe à bord d’un hélicoptère de l’armée française. Robert Guéï s'installe à la Présidence.

#### Président du PDCI et candidat à l'élection présidentielle de 2010

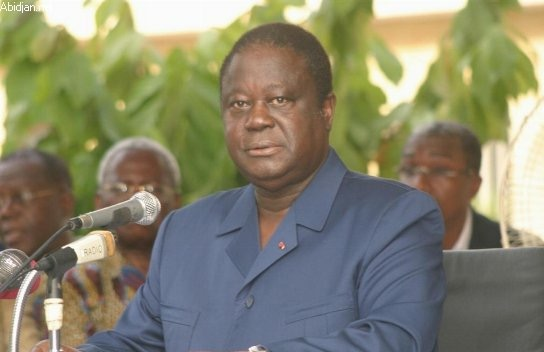
Henri Konan Bédié en 2017.

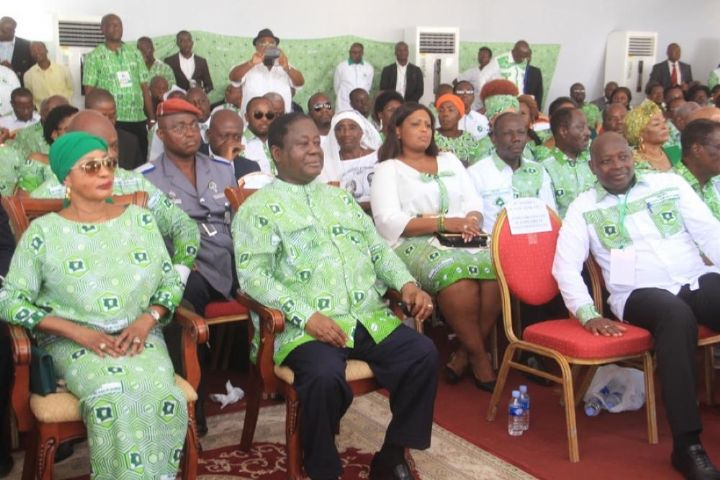
Henri Konan Bédié en 2019 à Abidjan, pour les 73 ans du PDCI.

Après deux ans d'exil à Paris, Henri Konan Bédié rentre en Côte d'Ivoire en 2001 pour participer au Forum de réconciliation nationale.
Membre de droit du Conseil constitutionnel de Côte d'Ivoire, il est investi en 2006 par le PDCI-RDA pour être candidat à l'élection présidentielle, reportée à plusieurs reprises. Il est alors considéré comme le champion politique des Baoulés.
Le 31 octobre 2010, il est candidat à l'élection présidentielle ivoirienne et obtient 25,2 % au premier tour, faisant de lui un « faiseur de roi » au second tour. Après avoir exigé un recomptage des votes, il appelle finalement à voter Alassane Ouattara contre Laurent Gbagbo, ce qui s’avérera déterminant pour la victoire du premier.
En septembre 2014, il prononce un discours affirmant sa volonté de ne pas présenter de candidat à l'élection présidentielle de 2015 et de soutenir Alassane Ouattara dès le premier tour, un engagement rentré dans l'histoire sous le nom d'« appel de Daoukro ». Le soutien à Ouattara est approuvé par 98,84 % des militants du parti.

#### Rupture avec Ouattara et boycott de la présidentielle de 2020
Henri Konan Bédié rompt avec Alassane Ouattara en 2018 à la suite de plusieurs divergences, dont la principale serait le refus de ce dernier de céder à la revendication de Bédié de soutenir à son tour un candidat commun cette fois issu du PDCI,.
En juin 2020, il annonce se présenter à la candidature du PDCI en vue de l’élection présidentielle du 31 octobre 2020 ; il est le seul candidat à cette investiture après l'abandon des différents autres candidats possibles,. Il dépose sa candidature le 27 août suivant. Le mois suivant, le PDCI l’investit comme candidat.
Le Monde Afrique présente alors Henri Konan Bédié comme le principal candidat de l’opposition. L'ancien président confie son inquiétude sur les troubles qui menaceraient l'élection et affirme que « Alassane Ouattara viole la Constitution en se présentant pour un troisième mandat ». Il déclare par ailleurs qu'il aurait souhaité que Laurent Gbagbo puisse se présenter et attribue son élimination au « souhait du président Ouattara d’être le candidat unique de cette élection ».
Il appelle, fin septembre 2020, à la « désobéissance civile ». Par la suite, il précise que ce mot d’ordre concerne plusieurs revendications : retrait de la candidature du président Alassane Ouattara, jugée « illégale » ; réforme de la Commission électorale indépendante (CEI) et du Conseil constitutionnel ; audit des listes électorales ; retour au pays et libération des « prisonniers politiques », dont Laurent Gbagbo et Guillaume Soro. En octobre, la CEDEAO appelle l'opposition à Alassane Ouattara à « reconsidérer sérieusement » les appels à la désobéissance civile.
L'opposition appelle au « boycott actif » de l'élection présidentielle et forme le Conseil national de transition, qui souhaite « un retour à la légalité constitutionnelle » et l'« organisation d'élections justes, transparentes et inclusives ». Présidé par Henri Konan Bédié, le CNT conteste en particulier le caractère constitutionnel de la candidature d’Alassane Ouattara. Début novembre, après le scrutin, qui est largement remporté par le président sortant, la résidence de Konan Bédié est encerclée par la police et des proches de celui-ci sont arrêtés,. Le 11 novembre, Henri Konan Bédié et le président Ouattara se rencontrent au Golf Hôtel afin de « rétablir la confiance » entre le pouvoir et l'opposition. Le blocus de la résidence d'Henri Konan Bédié est levé. Le 9 décembre, l’ancien président met fin au régime de transition annoncé par l’opposition.

### Mort
Henri Konan Bédié meurt le 1er août 2023 à 89 ans, après avoir été victime d’un malaise à Daoukro et transporté en urgence à la polyclinique internationale Sainte-Anne-Marie d’Abidjan,. Le président Alassane Ouattara salue « un fidèle compagnon du président Félix Houphouët-Boigny qui a apporté une grande contribution au développement de notre pays » et décrète dix jours de deuil national.
Il est inhumé le 1er juin 2024 dans son caveau familial situé sous l'église dans son village natal de Pepressou, près de Daoukro, dans l'intimité du cercle familial.

### Famille
Henri Konan Bédié est marié à Henriette Koizan Bomo Konan Bédié. Il est père de quatre enfants.